# Fedra
Fedra (in greco antico: Φαίδρα?, Phàidrā) è un personaggio della mitologia greca. Fu la regina di Atene.

## Genealogia
Figlia del re di Creta Minosse e di Pasifae,, sorella di Arianna,  sposò Teseo divenuto re dell'Attica e ebbe da lui i figli Demofonte ed Acamante.

## Mitologia
Come rappresentato anche in una tragedia di Euripide, Fedra s'innamorò follemente del giovane Ippolito, un figlio nato dal marito Teseo nel precedente matrimonio con una Amazzone (Antiope o Ippolita o Melanippe o Glauce) e che lei aveva adottato. Ardendo di passione, tramite una lettera consegnata alla nutrice cercò di rivelare il suo amore al giovane, ma ne fu seccamente respinta, poiché egli disprezzava l'amore: a Ippolito interessava solo la caccia e il culto di Artemide. Così Fedra umiliata, per vendicarsi,  in un atto di follia amorosa, lo accusò davanti a Teseo di averla violentata. Teseo maledisse il figlio e fu causa indiretta della sua tragica morte. Non resistendo ai sensi di colpa,  Fedra si uccise, impiccandosi.

## Trasposizioni
Il mito di Fedra e Ippolito è narrato nella tragedia Ippolito di Euripide e nel mondo latino anche nella tragedia Phaedra di Seneca.
Ovidio, nelle sue Eroidi, dedica un'epistola a Fedra e Ippolito.
L'episodio di Fedra e Ippolito è citato anche da Dante Alighieri nel XVII canto del Paradiso. Funge da citazione iniziale, nonché come paragone, perché Cacciaguida possa spiegare a Dante suo discendente la profezia dell'esilio.
Nel 1677 il drammaturgo francese Jean Racine scrisse anch'egli una tragedia su questo argomento, intitolandola Phèdre.
Nel 1733 il compositore francese Jean-Philippe Rameau compose l'opera Hippolyte et Aricie, nel genere della tragédie lyrique, su libretto di Simon-Joseph Pellegrin, basata sulla Phèdre.
Nel 1788 il musicista Giovanni Paisiello compose un'opera sul dramma per musica di Luigi Salvioni dalla tragedia Fedra di Carlo Innocenzo Frugoni.
Anche d'Annunzio nel 1909 mise in scena una tragedia intitolata Fedra, rifacendosi esplicitamente al mito classico. Nel 1915 andò in scena un'opera di Ildebrando Pizzetti, anch'essa col titolo di Fedra, basata sul testo dannunziano.
Alla schiera di questi illustri artisti si aggiunse, nel 1909, Umberto Bozzini.
Nel 1988 debutta al Teatro dell'Opera di Roma l'opera lirica Fedra di Sylvano Bussotti. Precedentemente nel 1980, lo stesso compositore, aveva messo in scena alla Piccola Scala di Milano, l'opera da camera Le Racine, (Pianobar pour Phèdre) e nel 1981 al Teatro Regio di Torino il balletto Phaidra/Heliogabalus.
Successivamente, nel 1994, torna allo stesso argomento con il dramma danzato Fedra'ncora.
Il poeta greco Ghiannis Ritsos riscrive il mito di Fedra, che pubblica all'interno del volume Quarta dimensione nel 1972, durante la "pausa liberale" della dittatura di Papadopulos.
Del 1996 è l'opera Phaedra's Love (L'amore di Fedra) della drammaturga inglese Sarah Kane.
Nel 2020 la compositrice Silvia Colasanti dà alla luce tre monodrammi per voce recitante, coro femminile e orchestra dal titolo Arianna, Fedra, Didone.

### Nel cinema
Opere cinematografiche ispirate dalla figura e al mito di Fedra
- Fedra (1909), cortometraggio muto diretto da Oreste Gherardini con Italia Vitaliani come Fedra, Carlo Duse e Ciro Galvani
- Fedra (1956), diretto da Manuel Mur Oti
- Fedra (1962), diretto da Jules Dassin
- Phädra (1967), diretto da Oswald Döpke
- Immortals (2011), diretto da Tarsem Singh, liberamente tratto dal mito greco di Teseo e il Minotauro.